# 미친 별 아래 집
《미친 별 아래 집》(영어: The Zookeeper's Wife 동물원 원장의 아내[*])은 다이앤 애커먼의 2007년 논픽션 산문이다. 제2차 세계 대전 시기 나치 독일 지배 하의 폴란드에서, 동물원 원장으로서 유대인 300명을 숨겨주어 그들의 목숨을 부지한 얀 자빈스키와 안토니나 자빈스키 부부의 실화를 소재로 하고 있다. 대한민국에는 미래인에서 강혜정 번역으로 출간되었다.
앤절라 워크먼의 각색과 니키 카로 감독의 연출, 제시카 채스테인 주연으로 2017년 동명의 영화로 만들어질 예정이다.

## 작품 소개
휴머니즘과 자연주의의 아름다운 결합을 보여주는 생태적 글쓰기의 절정
독일군의 점령 아래 있던 유태인들을 숨겨준 실화를 담은『미친 별 아래 집』. '미친 별 아래 집'은 지하운동조직원들은 동물원을 암호명이다. 집이라기보다는 진기한 구경거리로 가득한 특대형 호기심 상자로 괴상한 사람들과 동물들이 뒤범벅이 되어 요행히 들키지 않고 살아가는 이상한 곳이라는 의미였다. 16만 제곱미터쯤 되는 녹색풍경을 바라보며 잠시나마 전쟁을 잊고 교외에서 휴가를 보내는 것 같은 착각에 빠질 수 있었다. 
이 책은 제2차 세계대전 때 바르샤바동물원장 얀 자빈스키와 그의 아내 안토니나가 자신들의 빌라, 동물우리, 창고 등에 폴란드 레지스탕스와 300여 명의 유대인을 숨겨준 실화를 소설적으로 재구성했다. 안토니나의 일기와 역사 기록, 폴란드를 방문 조사해 바르샤바 게토 지역에서 실제 있었던 아름답고 감동적인 이야기를 생생하게 재현한다. 아마존 Best Books of 2007와 2008 오리온 북 어워드를 수상하기도 했다.